# لعبيدات (تالة)
لعبيدات هو دُوَّار يقع بجماعة مولاي بوزرقطون، إقليم الصويرة، جهة مراكش آسفي في المملكة المغربية. ينتمي الدوّار لمشيخة تالة التي تضم 12 دوار. يقدر عدد سكانه بـ 580 نسمة حسب الإحصاء الرسمي للسكان والسكنى لسنة 2004.

## روابط خارجية
- البوابة الوطنية للجماعات الترابية نسخة محفوظة 12 مارس 2018 على موقع واي باك مشين.
- المندوبية السامية للتخطيط